# Sárossy Eta
Sárossy Eta, született: Sárosi Etelka Ilona, névváltozatok: Ferenczy Valérné, Freytag Zoltánné, F. Sáross (Debrecen, 1895. november 7. – ?, 1983. március 18.) festőművésznő.

## Pályafutása
Édesapja Sárosi Barnabás, aki őrmester volt a császári és királyi 15. huszárezrednél, édesanyja Moldován Mária (Irma). Szilágysomlyón nőtt fel és ott tett érettségit is. Festőtanulmányait 1920-tól a nagybányai szabadiskolában, Katonáné Madarász Adelinánál végezte három éven keresztül, s ezután 1927-ig az iskolán kívüliek csoportjában dolgozott. Később Ferenczy Valér felesége lett, akitől azonban elvált és 1930. április 30-án Budapesten Freytag Zoltán felesége lett. A Nemzeti Szalon állandó kiállítója és alapító tagja volt. Ezenkívül Nagybányán, Temesvárott, Kolozsvárott, Szatmáron és Nagyváradon állított ki. Kolozsvári kiállításán 96 képpel szerepelt, amelyek mind elkeltek. Előbb tájképeket festett, majd Glatznál tanulta a portréfestészetet.